# Моржик
Моржик (Synthliboramphus) — рід морських птахів родини алькових (Alcidae). Містить 5 видів. Рід Synthliboramphus був запропонований у 1837 році натуралістом німецького походження Брандтом Йоганном Фрідріхом.

## Поширення
Представники роду поширені на півночі Тихого океану від Японії до Каліфорнії.

## Види
- Моржик тихоокеанський (Synthliboramphus scrippsi)
- Моржик крикливий (Synthliboramphus hypoleucus)
- Моржик каліфорнійський (Synthliboramphus craveri)
- Моржик чорногорлий (Synthliboramphus antiquus)
- Моржик чубатий (Synthliboramphus wumizusume)